# Ben Brode
Ben Brode là một nhà thiết kế trò chơi điện tử người Mỹ. Anh là giám đốc trò chơi và gương mặt đại diện của Hearthstone cho đến năm 2018, khi anh rời Blizzard để thành lập studio trò chơi của riêng mình, Second Dinner. Ben hiện là Giám đốc sáng tạo của Second Dinner.

## Sự nghiệp
Brode gia nhập Blizzard Entertainment năm 20 tuổi, phụ trách thử nghiệm hai trò chơi Warcraft III và World of Warcraft. Anh làm việc tại vị trí này trong 18 tháng, trước khi trở thành Trưởng nhóm Thử nghiệm Môi trường (Environment Test Lead). Trong quá trình thử nghiệm game, anh đã dành thời gian thiết kế các bản đồ (map) tùy chỉnh cho Warcraft III, một trong số đó đã trở thành 'Bản đồ của tuần' và được phát hành rộng rãi trong cộng đồng. Brode sau đó bắt đầu tìm kiếm một vị trí mới tại Blizzard, bao gồm cả việc ứng tuyển vào vị trí thiết kế trong StarCraft II, trước khi có cơ hội tham gia bộ phận sáng tạo của dự án World of Warcraft Trading Card Game.
Brode trở thành nhà thiết kế chính của Hearthstone vào năm 2015, và được thăng chức làm giám đốc trò chơi vào cuối năm đó. Trong quá trình phát triển Hearthstone, Brode trở thành gương mặt đại diện của trò chơi, tham gia phỏng vấn, trả lời phản hồi của người chơi, giải thích các khái niệm trong trò chơi, cũng như cung cấp thông tin cập nhật mới nhất. Khi bản mở rộng Journey To Un'Goro được phát hành mà không có bài hát đi kèm, anh ấy đã tự thu âm bài nhạc của chính mình theo yêu cầu của cộng đồng.
Sau 15 năm làm việc tại Blizzard, Brode rời công ty vào năm 2018 để thành lập studio phát triển trò chơi của riêng mình - với tên gọi Second Dinner - cùng với một số nhân viên cũ khác của Blizzard. Năm 2019, công ty thông báo đã nhận được khoản đầu tư 30 triệu đô la Mỹ từ NetEase, cùng với giấy phép sáng tạo một trò chơi trên nền tảng di động cho Marvel.